# دیوید بولو
دیوید بولو (انگلیسی: David Bollo؛ زادهٔ ۱۳ نوامبر ۱۹۹۶) بازیکن فوتبال اهل اسپانیا است.